# 200 mètres féminin aux Jeux olympiques d'été de 2008 (athlétisme)
Navigation
Athènes 2004 Londres 2012
L'épreuve du 200 mètres féminin aux Jeux olympiques de 2008 a lieu le 19, pour les séries et les quarts de finale, le 20 pour les demi-finales et le 21 août 2008 pour la finale, dans le Stade national de Pékin. 
Chaque comité olympique national pouvait inscrire trois athlètes ayant satisfaits à la limite A (23 s 00) durant la période de qualification (1er janvier au 23 juillet). Les comités nationaux pouvaient sinon inscrire un athlète ayant couru en dessous de la limite B (23 s 20) durant cette même période.

## Records
Avant cette compétition, les records dans cette discipline étaient les suivants :
| Record du monde  | 21 s 34 | Florence Griffith-Joyner | États-Unis | 29 septembre 1988 | Séoul |
| Record olympique | 21 s 34 | Florence Griffith-Joyner | États-Unis | 29 septembre 1988 | Séoul |

## Médaillées
| Or                      | Argent        | Bronze         |
| Veronica Campbell-Brown | Allyson Felix | Kerron Stewart |

## Résultats

### Finale (21 août)
| Rang | Pays         | Athlète                  | Temps        |
| ---- | ------------ | ------------------------ | ------------ |
| 1    | Jamaïque     | Veronica Campbell-Brown  | 21 s 74 (PB) |
| 2    | États-Unis   | Allyson Felix            | 21 s 93 (SB) |
| 3    | Jamaïque     | Kerron Stewart           | 22 s 00      |
| 4    | États-Unis   | Muna Lee                 | 22 s 01 (PB) |
| 5    | États-Unis   | Marshevet Hooker         | 22 s 34 (PB) |
| 6    | Jamaïque     | Sherone Simpson          | 22 s 36      |
| 7    | Bahamas      | Debbie Ferguson-McKenzie | 22 s 61      |
| 8    | Îles Caïmans | Cydonie Mothersill       | 22 s 68      |

### Demi-finales (20 août)
Deux demi-finales. Les quatre premières de chaque course se sont qualifiées pour la finale.
| Rang | Pays       | Athlète                | Temps   |
| ---- | ---------- | ---------------------- | ------- |
| 1    | Jamaïque   | Veronica Campbell      | 22 s 19 |
| 2    | Jamaïque   | Kerron Stewart         | 22 s 29 |
| 3    | États-Unis | Muna Lee               | 22 s 29 |
| 4    | Bahamas    | Debbie Ferguson        | 22 s 51 |
| 5    | Russie     | Yuliya Chermoshanskaya | 22 s 57 |
| 6    | Ukraine    | Nataliya Pyhyda        | 22 s 95 |
| 7    | Sri Lanka  | Susanthika Jayasinghe  | 22 s 98 |
| 8    | Cuba       | Roxana Díaz            | 23 s 12 |

| Rang | Pays         | Athlète               | Temps   |
| ---- | ------------ | --------------------- | ------- |
| 1    | États-Unis   | Allyson Felix         | 22 s 33 |
| 2    | États-Unis   | Marshevet Hooker      | 22 s 50 |
| 3    | Jamaïque     | Sherone Simpson       | 22 s 50 |
| 4    | Îles Caïmans | Cydonie Mothersill    | 22 s 61 |
| 5    | France       | Muriel Hurtis-Houairi | 22 s 71 |
| 6    | Bahreïn      | Rakia Al-Gassra       | 22 s 72 |
| 7    | Royaume-Uni  | Emily Freeman         | 22 s 83 |
| 8    | Russie       | Aleksandra Fedoriva   | 23 s 22 |

### Quarts de finale (19 août)
Les trois premières de chaque quart de finale et les quatre athlètes avec les meilleurs temps se sont qualifiées pour les demi-finales.
| Rang | Pays                        | Athlète                  | Temps        |
| ---- | --------------------------- | ------------------------ | ------------ |
| 1    | Jamaïque                    | Veronica Campbell-Brown  | 22 s 64 Q    |
| 2    | États-Unis                  | Allyson Felix            | 22 s 74 Q    |
| 3    | Bahamas                     | Debbie Ferguson-McKenzie | 22 s 77 Q    |
| 4    | Îles Caïmans                | Cydonie Mothersill       | 22 s 83 q    |
| 5    | Roumanie                    | Ionela Târlea            | 23 s 22      |
| 6    | Brésil                      | Evelyn dos Santos        | 23 s 35      |
| 7    | Îles Vierges des États-Unis | LaVerne Jones-Ferrette   | 23 s 37      |
|      | Ouzbékistan                 | Guzel Khubbieva          | non-partante |

| Rang | Pays      | Athlète               | Temps     |
| ---- | --------- | --------------------- | --------- |
| 1    | Bahreïn   | Rakia Al-Gassra       | 22 s 76 Q |
| 2    | France    | Muriel Hurtis-Houairi | 22 s 89 Q |
| 3    | Sri Lanka | Susanthika Jayasinghe | 22 s 94 Q |
| 4    | Cuba      | Roxana Díaz           | 22 s 98 q |
| 5    | Russie    | Aleksandra Fedoriva   | 23 s 04 q |
| 6    | Nigeria   | Oludamola Osayomi     | 23 s 27   |
| 7    | Colombie  | Darlenis Obregón      | 23 s 40   |
| 8    | Bulgarie  | Inna Eftimova         | 23 s 48   |

| Rang | Pays       | Athlète                | Temps     |
| ---- | ---------- | ---------------------- | --------- |
| 1    | Russie     | Yuliya Chermoshanskaya | 22 s 63 Q |
| 2    | Jamaïque   | Kerron Stewart         | 22 s 74 Q |
| 3    | États-Unis | Marshevet Hooker       | 22 s 76 Q |
| 4    | Ukraine    | Nataliya Pyhyda        | 23 s 03 q |
| 5    | Mali       | Kadiatou Camara        | 23 s 06   |
| 6    | Canada     | Adrienne Power         | 23 s 51   |
| 7    | Italie     | Vincenza Calì          | 23 s 56   |
| 8    | Bahamas    | Sheniqua Ferguson      | 23 s 61   |

| Rang | Pays                       | Athlète          | Temps     |
| ---- | -------------------------- | ---------------- | --------- |
| 1    | Jamaïque                   | Sherone Simpson  | 22 s 60 Q |
| 2    | États-Unis                 | Muna Lee         | 22 s 83 Q |
| 3    | Royaume-Uni                | Emily Freeman    | 22 s 95 Q |
| 4    | Bulgarie                   | Ivet Lalova      | 23 s 15   |
| 5    | Saint-Christophe-et-Niévès | Virgil Hodge     | 23 s 17   |
| 6    | Russie                     | Natalia Rusakova | 23 s 28   |
| 7    | Chypre                     | Eleni Artymata   | 23 s 77   |
| 8    | Grenade                    | Allison George   | 23 s 77   |

### Séries (19 août)
Les quatre premières de chaque quart de finale et les huit athlètes avec les meilleurs temps se sont qualifiées pour les quarts de finale.
| Rang | Pays                       | Athlète               | Temps        |
| ---- | -------------------------- | --------------------- | ------------ |
| 1    | États-Unis                 | Allyson Felix         | 23 s 02 Q    |
| 2    | Sri Lanka                  | Susanthika Jayasinghe | 23 s 04 Q    |
| 3    | Saint-Christophe-et-Niévès | Virgil Hodge          | 23 s 14 Q    |
| 4    | Russie                     | Aleksandra Fedoriva   | 23 s 29 Q    |
| 5    | Bulgarie                   | Inna Eftimova         | 23 s 50 q    |
| 6    | Liberia                    | Kia Davis             | 24 s 31      |
| 7    | Suriname                   | Kirsten Nieuwendam    | 24 s 46 (RN) |
|      | Ghana                      | Vida Anim             | non-partante |

| Rang | Pays                   | Athlète                | Temps          |
| ---- | ---------------------- | ---------------------- | -------------- |
| 1    | États-Unis             | Muna Lee               | 22 s 71 Q      |
| 2    | France                 | Muriel Hurtis-Houairi  | 22 s 72 Q      |
| 3    | Îles Caïmans           | Cydonie Mothersill     | 22 s 76 Q (SB) |
| 4    | Russie                 | Yuliya Chermoshanskaya | 22 s 98 Q      |
| 5    | Bulgarie               | Ivet Lalova            | 23 s 13 q (SB) |
| 6    | République dominicaine | Marielis Sánchez       | 24 s 05        |
| 7    | Porto Rico             | Carol Rodríguez        | 24 s 07        |
|      | Belgique               | Kim Gevaert            | non-partante   |

| Rang | Pays                       | Athlète                  | Temps          |
| ---- | -------------------------- | ------------------------ | -------------- |
| 1    | États-Unis                 | Marshevet Hooker         | 23 s 07 Q      |
| 2    | Bahamas                    | Debbie Ferguson-McKenzie | 23 s 22 Q      |
| 3    | Nigeria                    | Oludamola Osayomi        | 23 s 31 Q      |
| 4    | Chypre                     | Eleni Artymata           | 23 s 58 Q (SB) |
| 5    | Slovénie                   | Sabina Veit              | 23 s 62        |
| 6    | Nigeria                    | Gloria Kemasuode         | 23 s 72        |
| 7    | Saint-Christophe-et-Niévès | Meritzer Williams        | 23 s 83        |
| 8    | Bénin                      | Fabienne Féraez          | 24 s 07        |

| Rang | Pays        | Athlète          | Temps     |
| ---- | ----------- | ---------------- | --------- |
| 1    | Bahreïn     | Rakia Al Gassra  | 22 s 81 Q |
| 2    | Royaume-Uni | Emily Freeman    | 22 s 95 Q |
| 3    | Jamaïque    | Kerron Stewart   | 23 s 03 Q |
| 4    | Roumanie    | Ionela Târlea    | 23 s 24 Q |
| 5    | Colombie    | Darlenis Obregón | 23 s 33 q |
| 6    | Ouzbékistan | Guzel Khubbieva  | 23 s 44 q |
| 7    | Barbade     | Jade Bailey      | 23 s 62   |
| 8    | Birmanie    | Lai Lai Win      | 24 s 37   |

| Rang | Pays           | Athlète                 | Temps     |
| ---- | -------------- | ----------------------- | --------- |
| 1    | Jamaïque       | Veronica Campbell-Brown | 23 s 04 Q |
| 2    | Mali           | Kadiatou Camara         | 23 s 06 Q |
| 3    | Russie         | Natalia Rusakova        | 23 s 21 Q |
| 4    | Bahamas        | Sheniqua Ferguson       | 23 s 33 Q |
| 5    | Canada         | Adrienne Power          | 23 s 40 q |
| 6    | Italie         | Vincenza Calì           | 23 s 44 q |
| 7    | Afrique du Sud | Isabel Le Roux          | 23 s 67   |
| 8    | Somalie        | Samia Yusuf Omar        | 32 s 16   |

| Rang | Pays                        | Athlète                | Temps          |
| ---- | --------------------------- | ---------------------- | -------------- |
| 1    | Ukraine                     | Nataliya Pyhyda        | 22 s 91 Q (PB) |
| 2    | Jamaïque                    | Sherone Simpson        | 22 s 94 Q      |
| 3    | Cuba                        | Roxana Díaz            | 23 s 09 Q      |
| 4    | Îles Vierges des États-Unis | LaVerne Jones-Ferrette | 23 s 12 Q      |
| 5    | Brésil                      | Evelyn dos Santos      | 23 s 43 q      |
| 6    | Grenade                     | Allison George         | 23 s 45 q      |
| 7    | Pologne                     | Marta Jeschke          | 23 s 59        |
| 8    | Liban                       | Gretta Taslakian       | 25 s 32 (SB)   |